# Munronia yinggelingensis
Munronia yinggelingensis är en tvåhjärtbladig växtart som beskrevs av R.J.Zhang, Y.S.Ye & F.W.Xing. Munronia yinggelingensis ingår i släktet Munronia och familjen Meliaceae. Inga underarter finns listade i Catalogue of Life.